# L'Invention du passé. Histoires de cœur et d'épée en Europe, 1802-1850
L'Invention du passé. Histoires de cœur et d'épée en Europe, 1802-1850 est une exposition qui s'est déroulée du 19 avril 2014 au 21 juillet 2014 au musée des Beaux-Arts de Lyon. Elle est associée, dans sa conception, à l'exposition L'invention du passé. « Gothique, mon amour », 1802-1830 au monastère royal de Brou à Bourg-en-Bresse.
L'exposition a pour thème la naissance et le développement en Europe de l'intérêt pour le passé national, à travers la « peinture troubadour » et la peinture de genre historique. L'exposition suit un parcours chronologique qui conduit de l'invention du genre anecdotique (ou peinture troubadour) avec la Valentine de Milan pleurant la mort de son époux de Fleury François Richard (Salon de 1802) jusqu'aux Otages de Jean-Paul Laurens (musée des Beaux-Arts de Lyon), en passant par des œuvres de Pierre Révoil, de Jean-Auguste-Dominique Ingres et Eugène Delacroix. « Abordant tour à tour : l'histoire comme arme politique, la question des sources historiques entre littérature, chroniques et invention, le Moyen Âge comme ferment d'une unité nationale, ces deux expositions interrogent également notre rapport au passé ».

## Contexte
Cette exposition réhabilite un genre pictural largement délaissé avec le triomphe de l'impressionnisme et très peu présenté en tant que tel dans les musées français. Cette exposition est la première sur ce thème depuis quarante ans,. Elle est associée à une exposition au monastère royal de Brou à Bourg-en-Bresse : L'invention du passé. « Gothique, mon amour », 1802-1830 qui est centré sur la redécouverte au début du XIXe siècle du style gothique et principalement l'architecture.

## Le genre troubadour
L'exposition explique les origines du genre troubadour avec la présentation dès le début du parcours du tableau fondateur du genre : Valentine de Milan pleurant la mort de son époux. Le musée ayant acquis de nombreux carnets de croquis de Fleury Richard, l'exposition montre les travaux préparatoires de la toile. Elle se poursuit avec une présentation des travaux de Pierre Révoil. Ces deux peintres fondateurs rompent à cette époque avec la hiérarchie des genres, rejetant les thèmes antiques ou les tableaux historiques classiques. La critique de l'époque considérant qu'il ne s'agit ni de scènes d'histoire ni de scène de genre crée un nouveau terme : le style troubadour, ou anecdotique.
L'exposition montre bien la première réflexion sur le passé national qui s'opère autant sur le plan pictural que dans le reste de la société, à une époque où les régimes politiques se succèdent et où les idéologies s'affrontent. Elle présente à plusieurs reprises que les artistes sont ouverts aux débats qui traversent le monde, et notamment les lettres ou les arts de la scène, les inspirant pour leurs tableaux.
Les tableaux choisis par les commissaires permettent de comprendre les différentes approches de ce nouveau genre, qui vont de la volonté d'exactitude d'un Pierre Révoil à la recherche purement plastique d'Ingres, avec notamment L'Arétin et l'envoyé de Charles Quint.

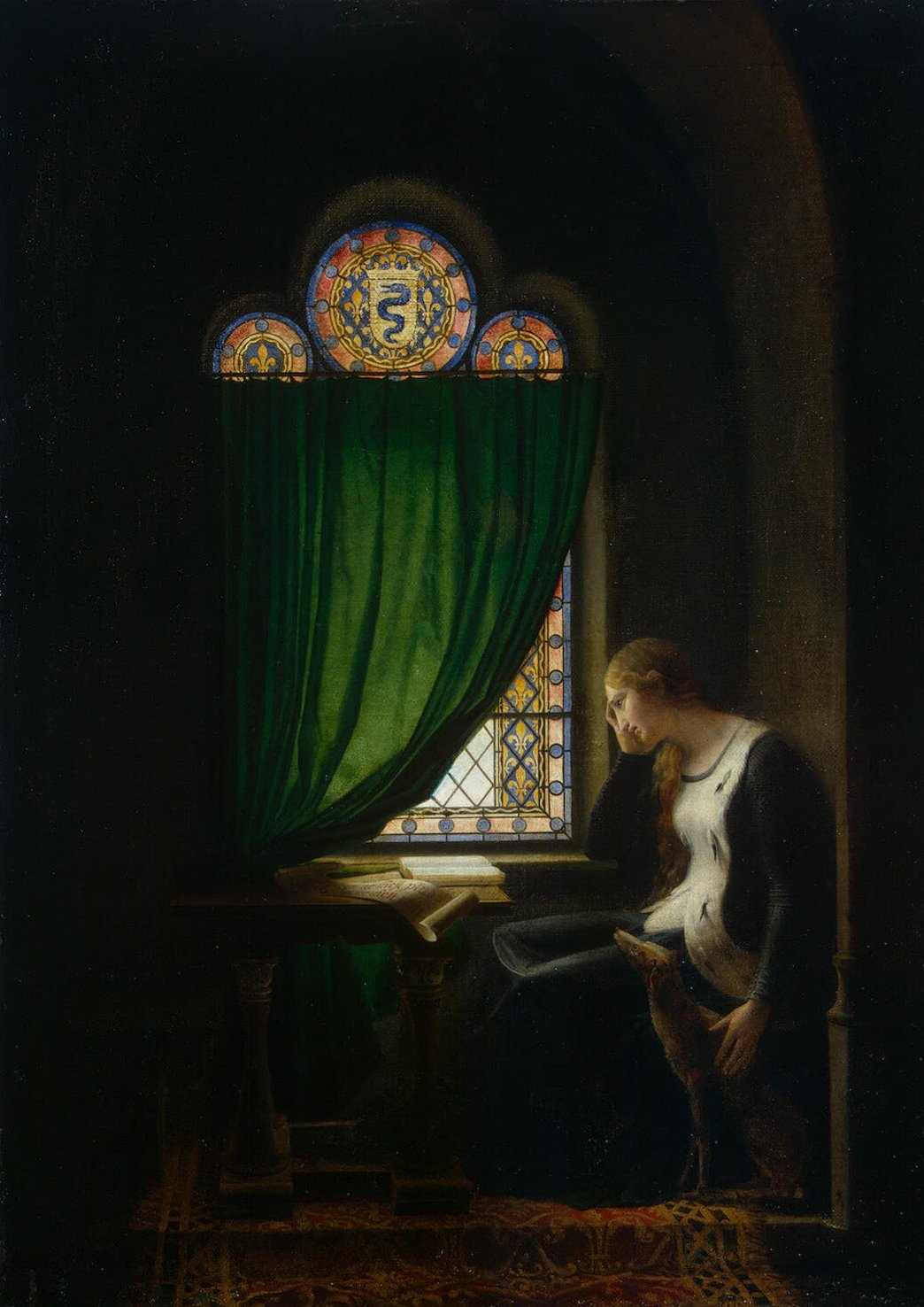
Valentine de Milan pleurant la mort de son époux Louis d'Orléans, Fleury François Richard, 1802.
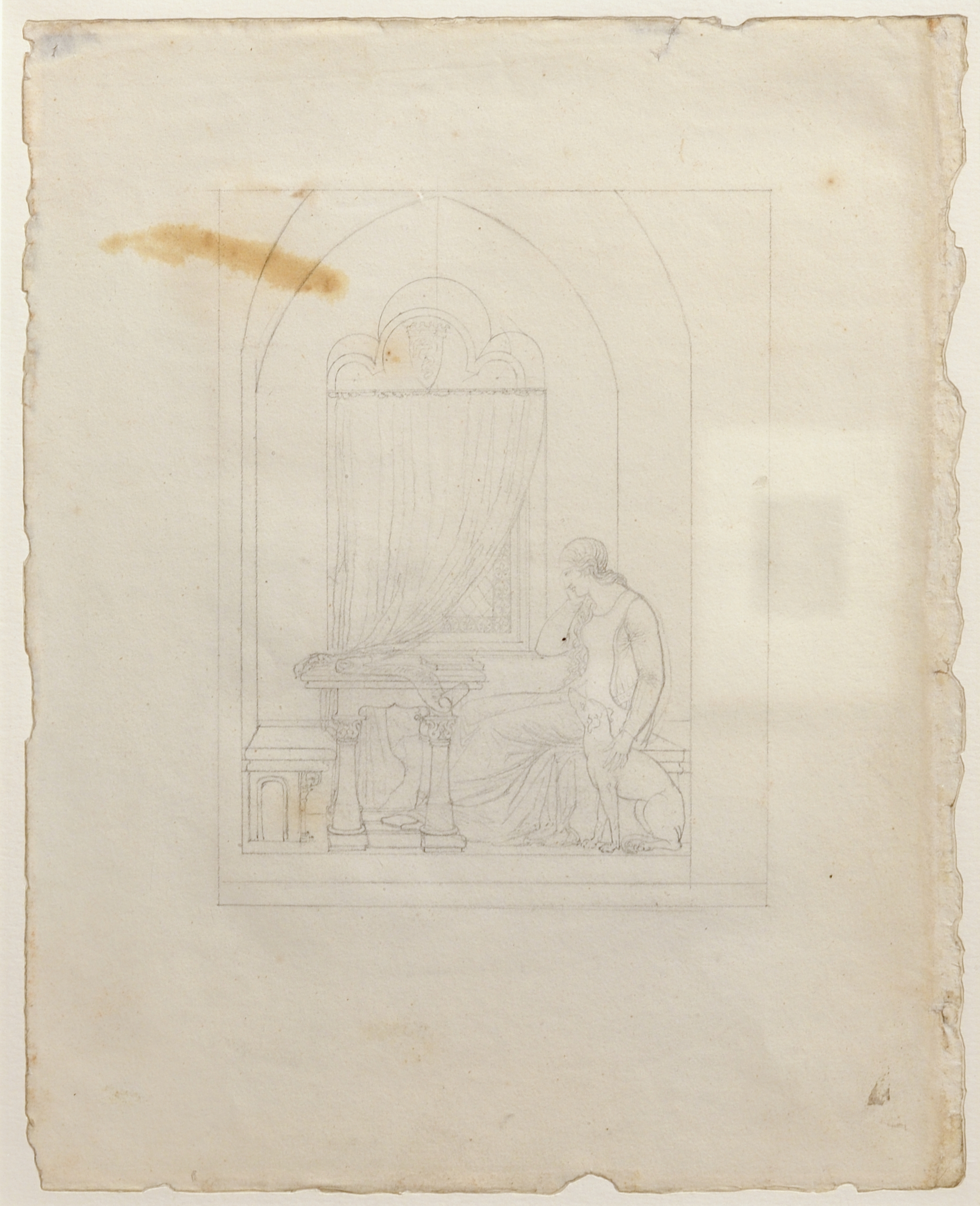
Croquis de Fleury Richard pour la préparation de son tableau Valentine de Milan.
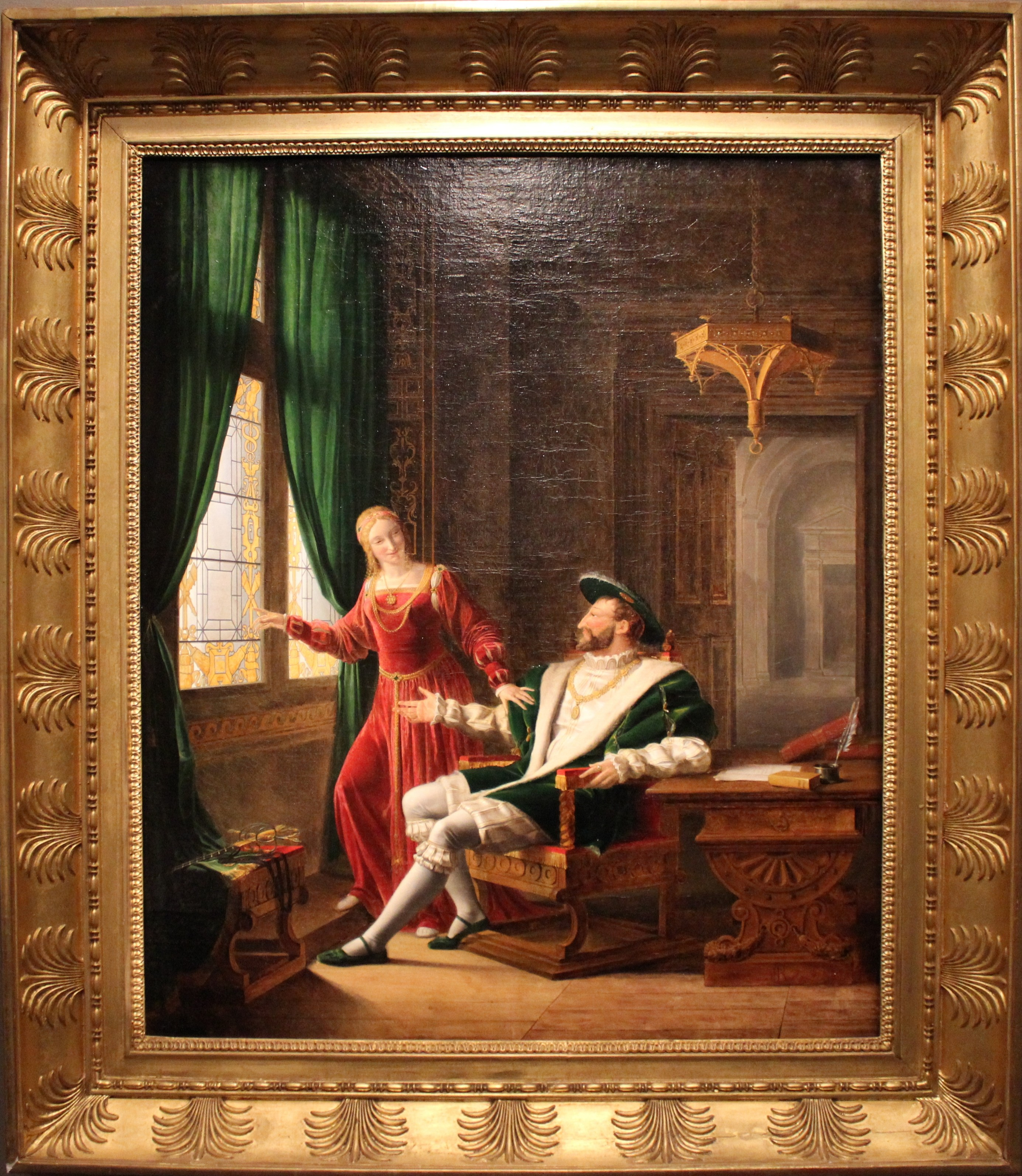
François Ier montre à Marguerite de Navarre, sa sœur, les vers qu'il vient d'écrire sur une vitre avec son diamant, Fleury François Richard, 1804.
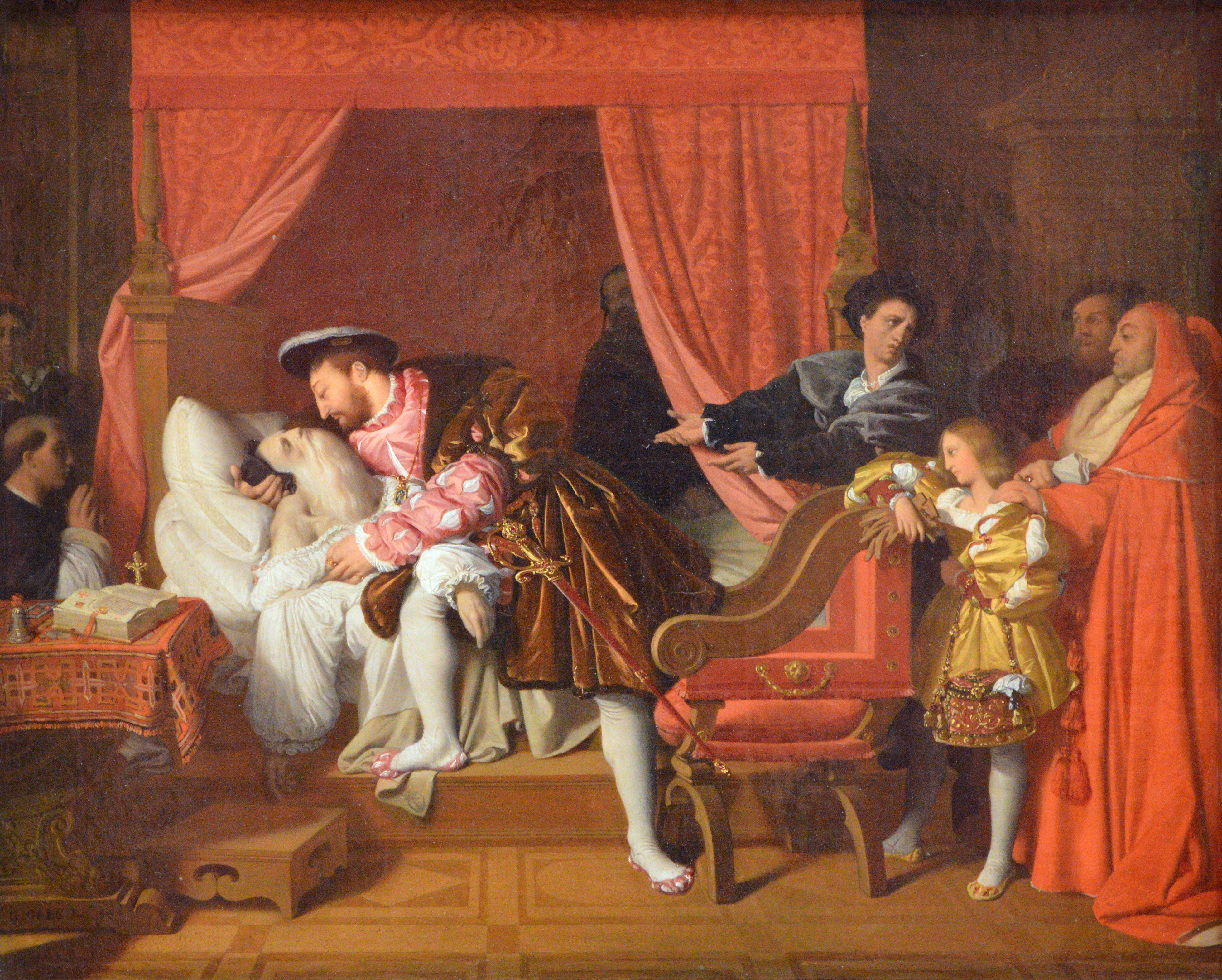
La Mort de Léonard de Vinci, Ingres, 1818.
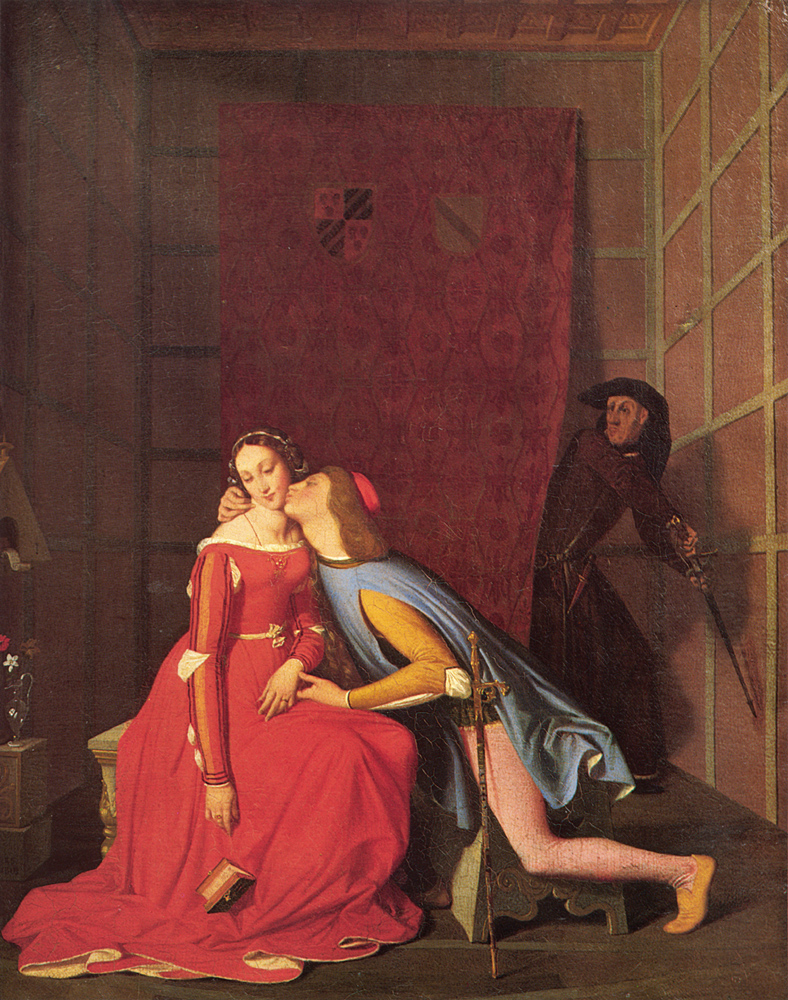
Paolo et Francesca, Ingres, 1819.
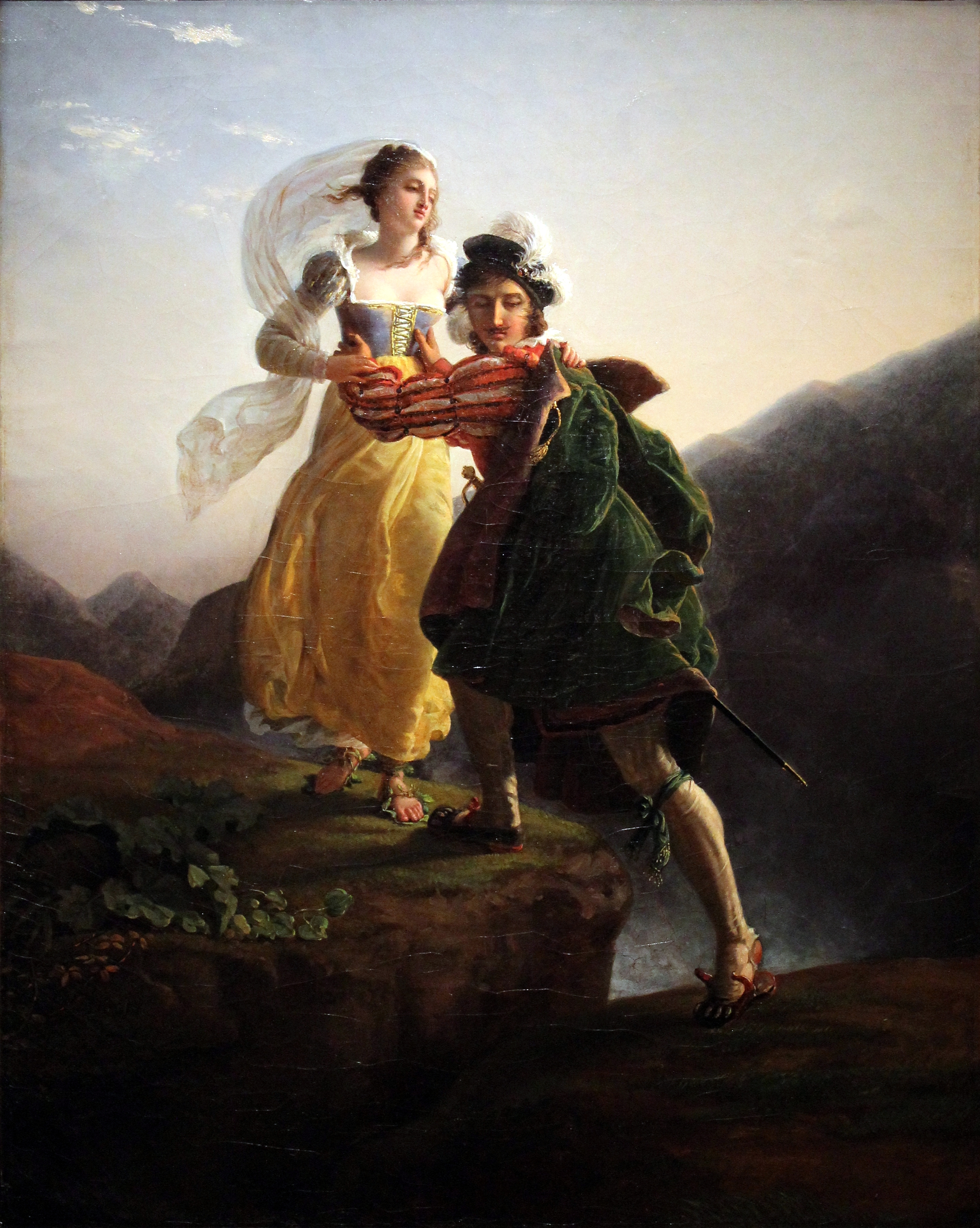
Bianca Cappello et son amant fuyant vers Florence à travers les Apennins, Jean-Louis Ducis, 1824.
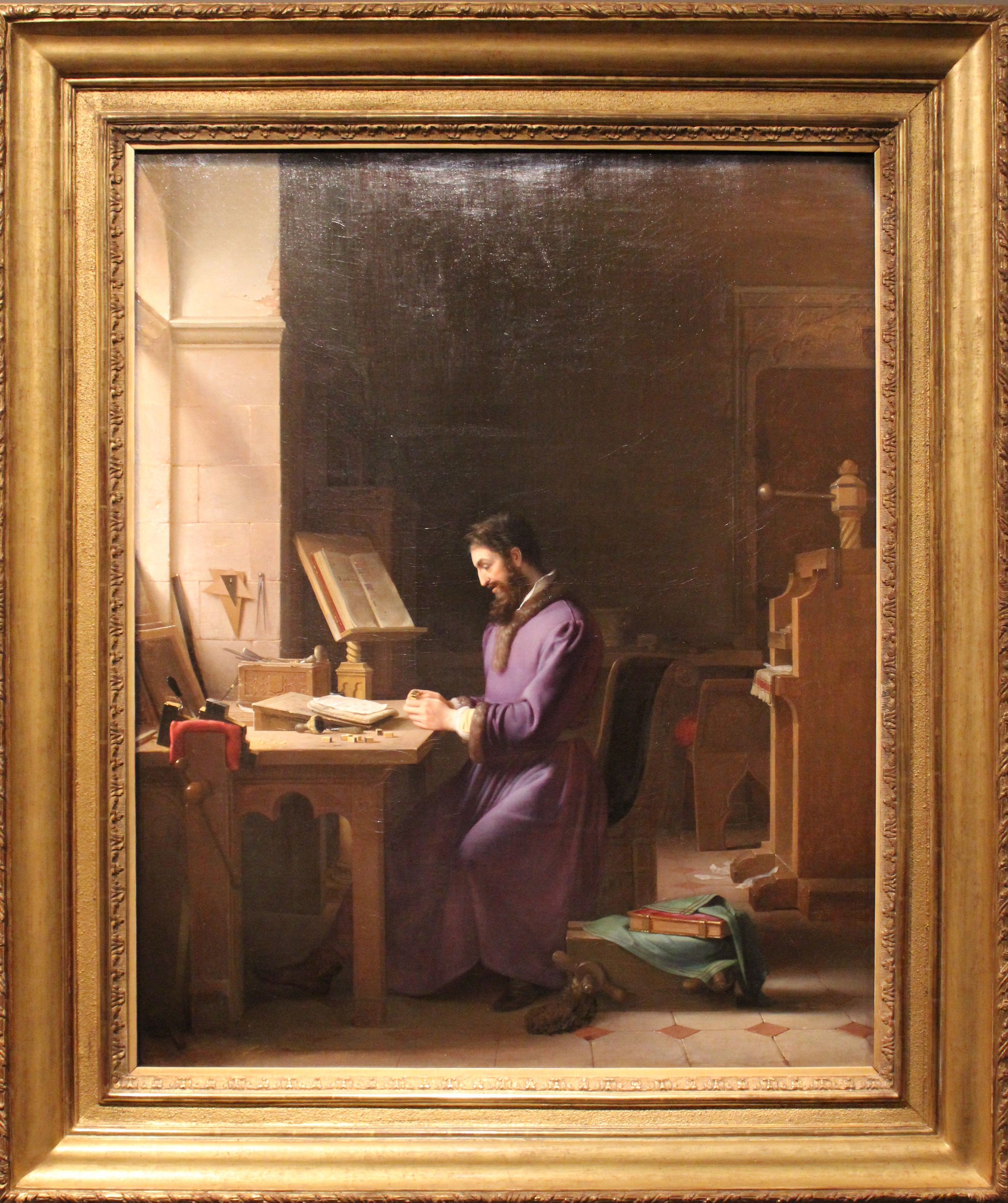
Gutenberg inventant l'imprimerie, Jean-Antoine Laurent, 1831.
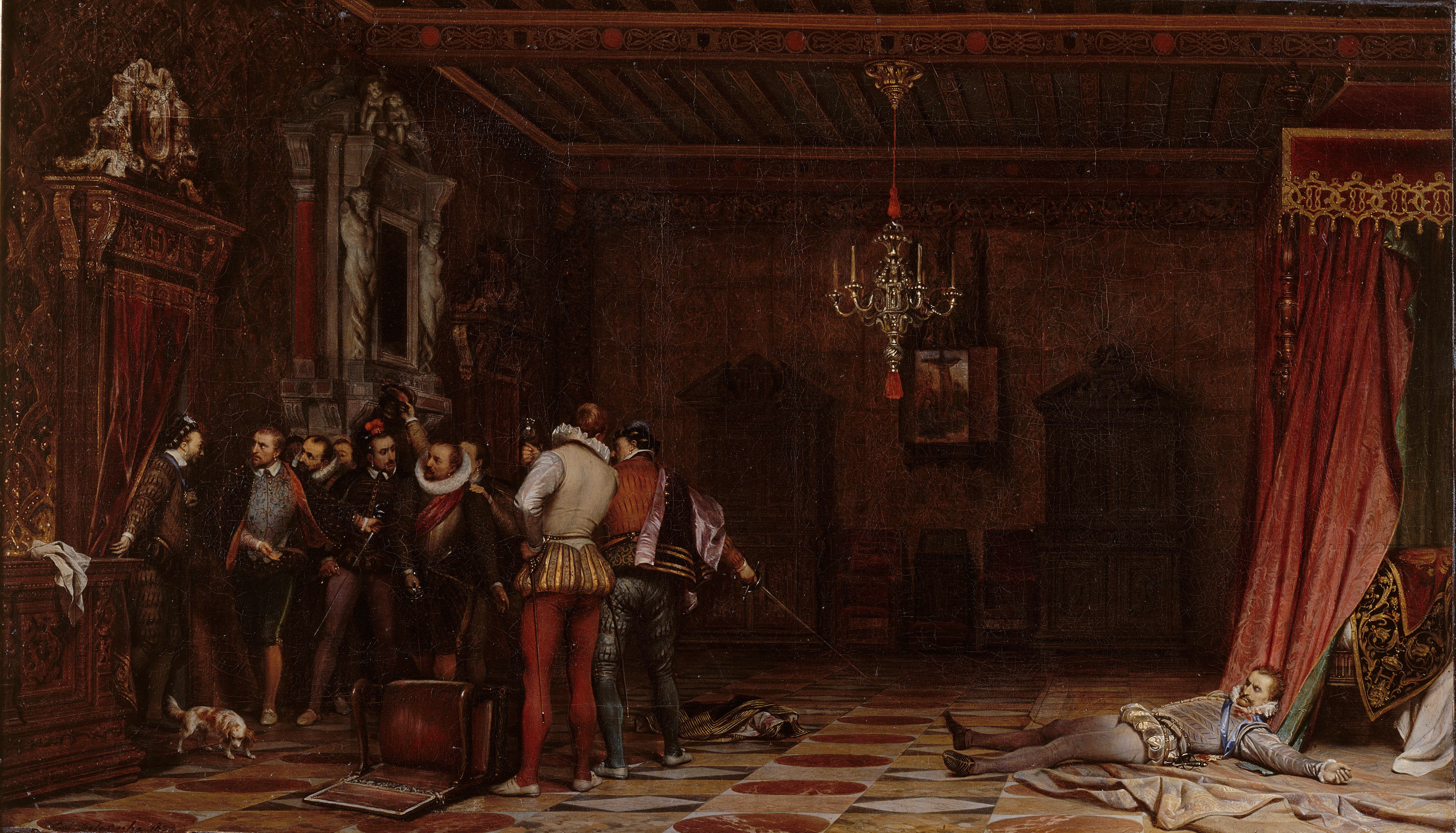
L'Assassinat du duc de Guise, Paul Delaroche, 1834.
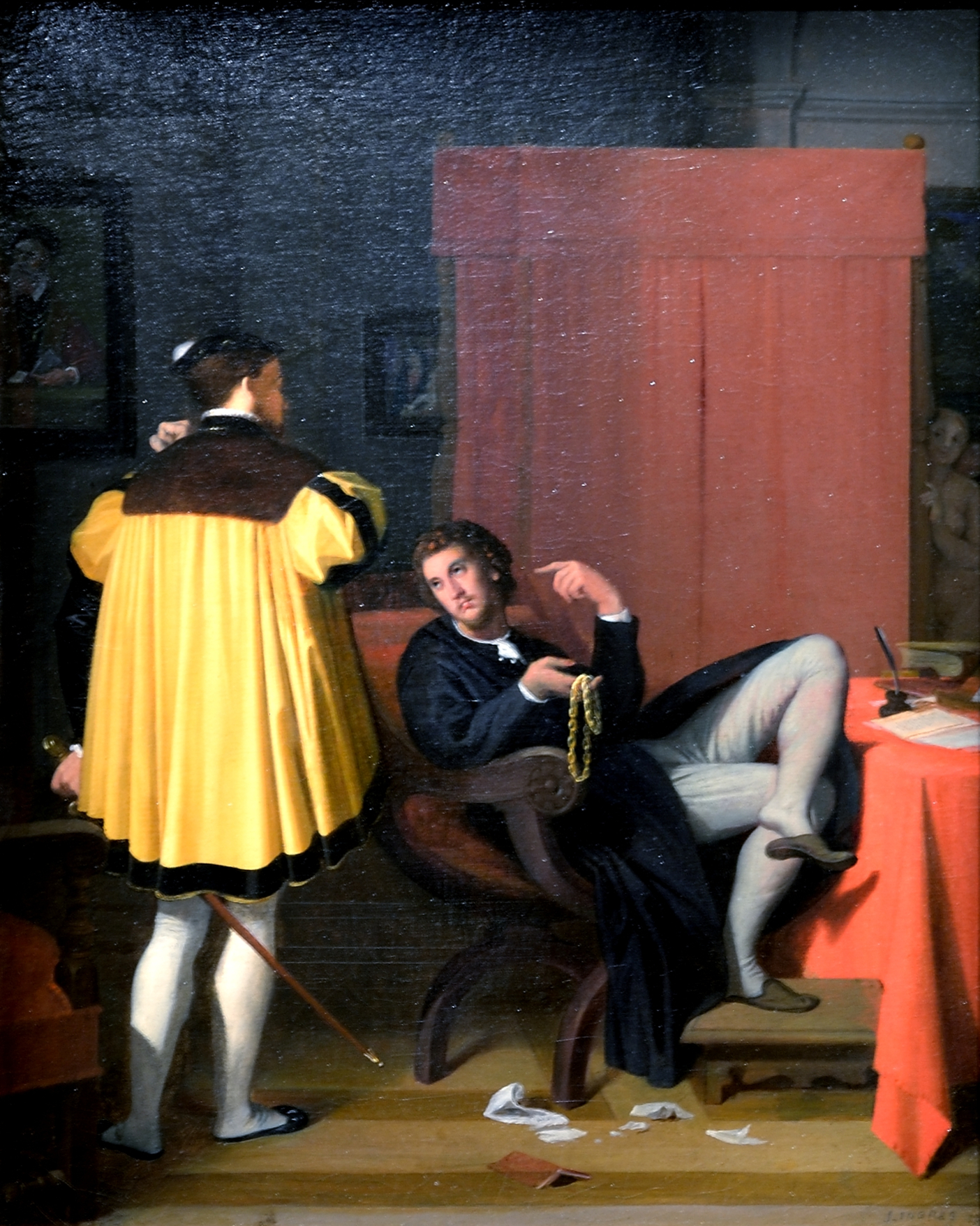
L'Arétin et l'envoyé de Charles Quint, Ingres, 1848.

## Le genre historique
L'exposition décrit ensuite le tournant des années 1820 où le genre troubadour décline, mais où il accouche d'une nouveau style « qui renoue avec les canons plus traditionnels de la peinture d'histoire. Le « genre anecdotique » se meurt, le « genre historique » lui succède. Son succès est notamment révélé à travers Les Enfants d'Édouard, tableau largement repris et diffusé dans toute l'Europe ». Ce nouveau genre renoue avec les grands formats et une mise en scène davantage théâtrale ; mais elle conserve la volonté de narrer les évènements avec un souci de la reconstitution historique. Ainsi, celui qui amorcera ce tournant, Paul Delaroche, s'attache tout autant que ses prédécesseurs à la véracité des costumes ou des décors.

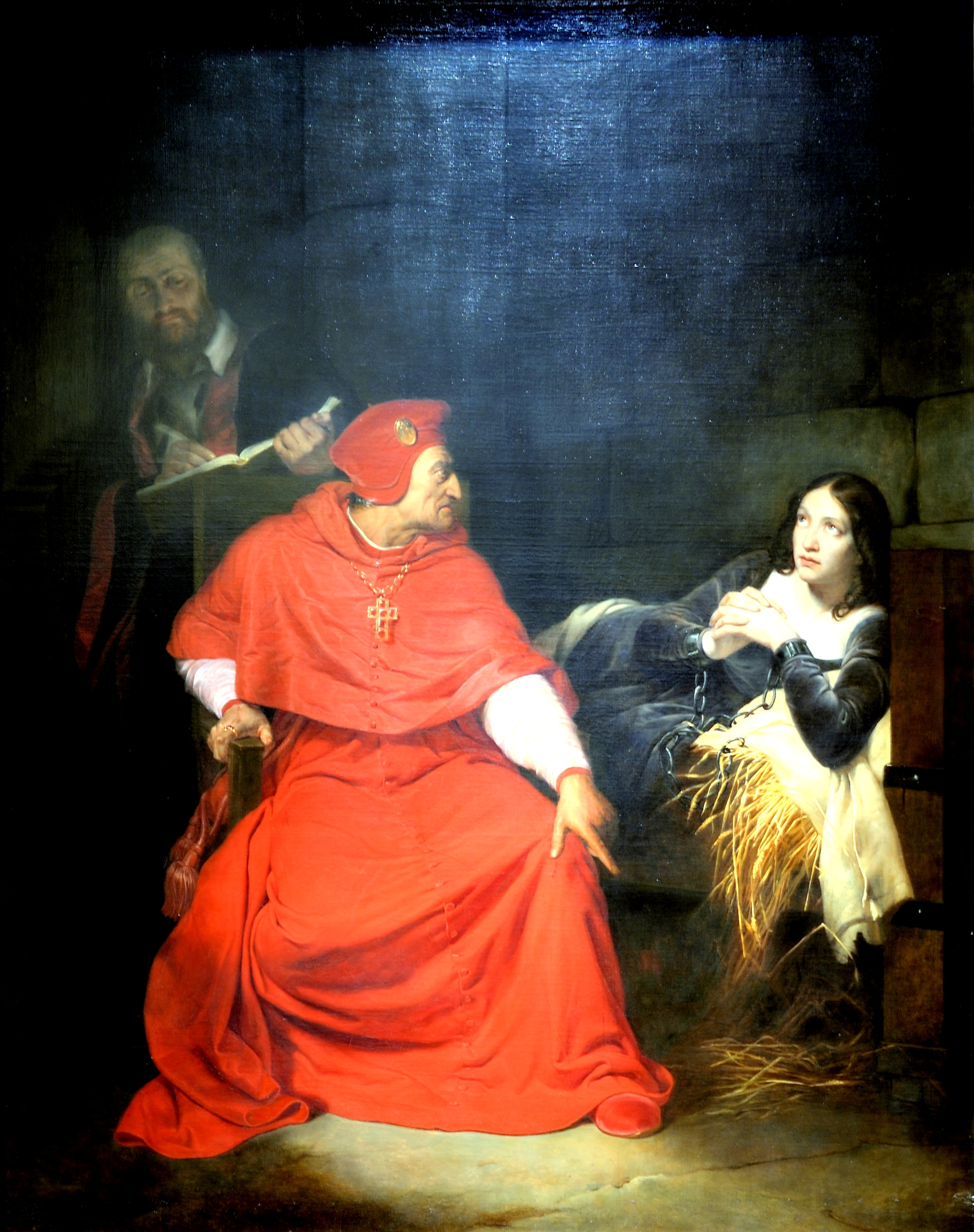
Jeanne d'Arc, malade, est interrogée dans sa prison par le cardinal de Winchester, Paul Delaroche, 1824.
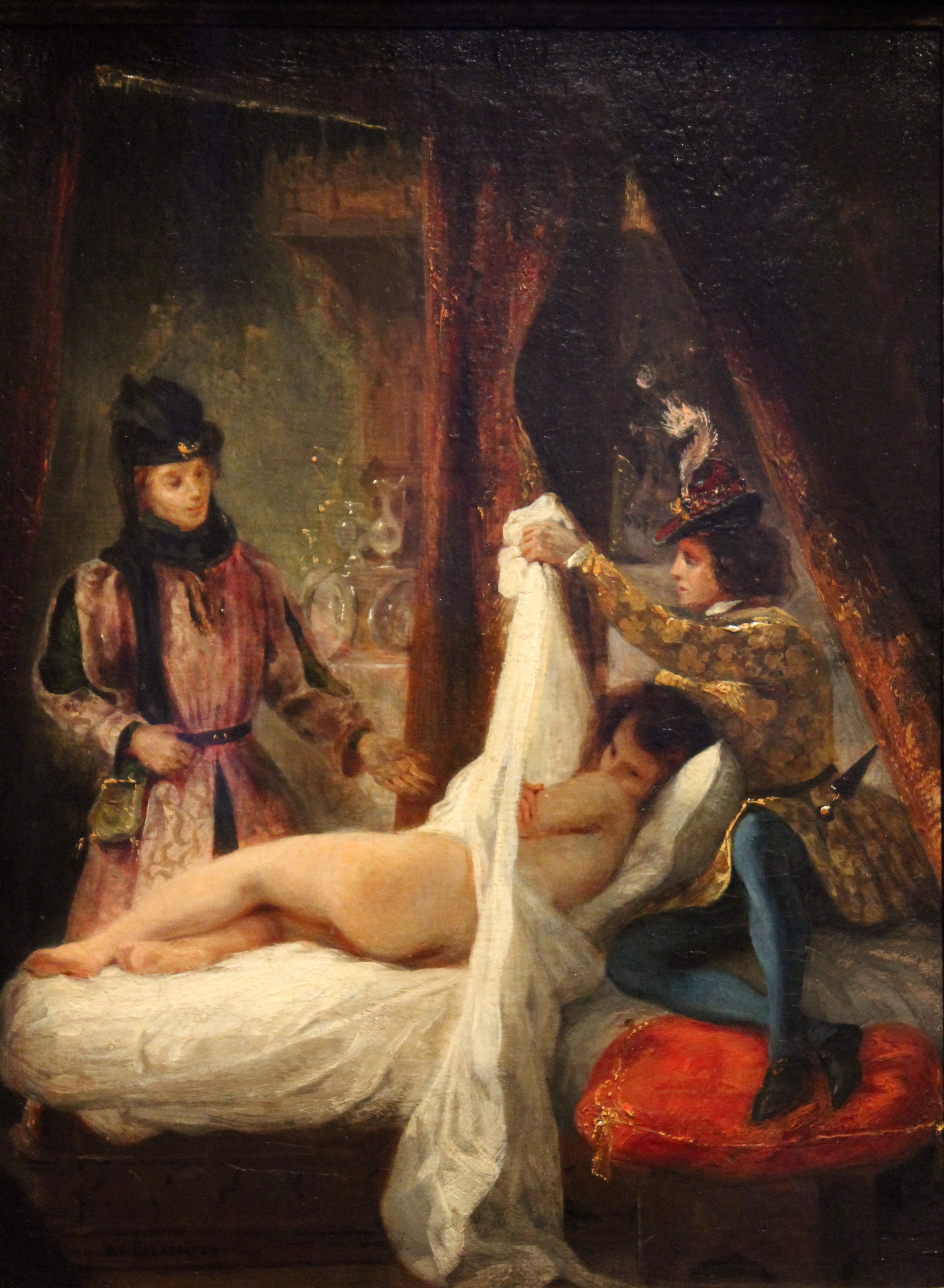
Louis d'Orléans montrant sa maîtresse, Eugène Delacroix, v. 1826.
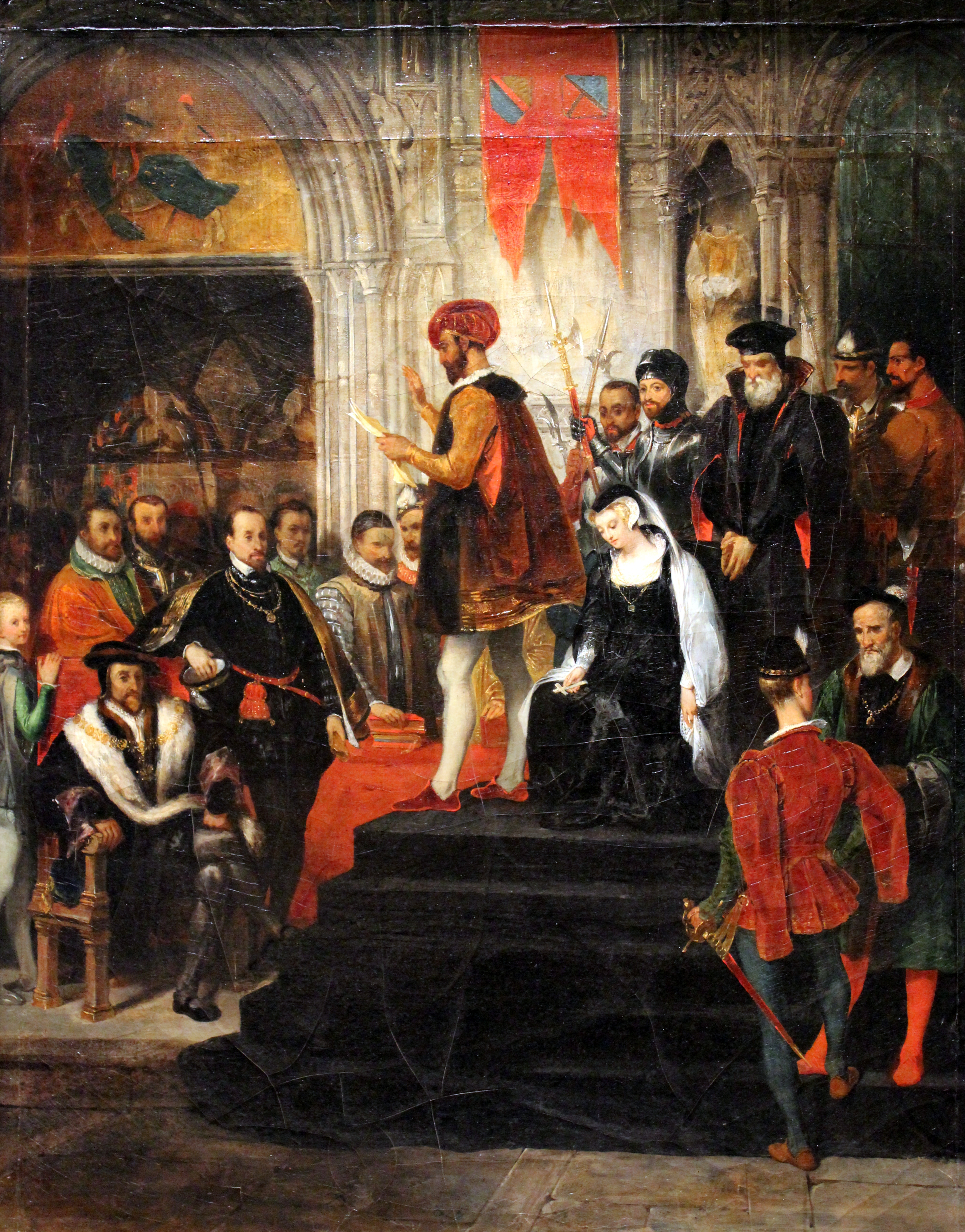
La Lecture de la sentence de Marie Stuart, Eugène Devéria, 1826.
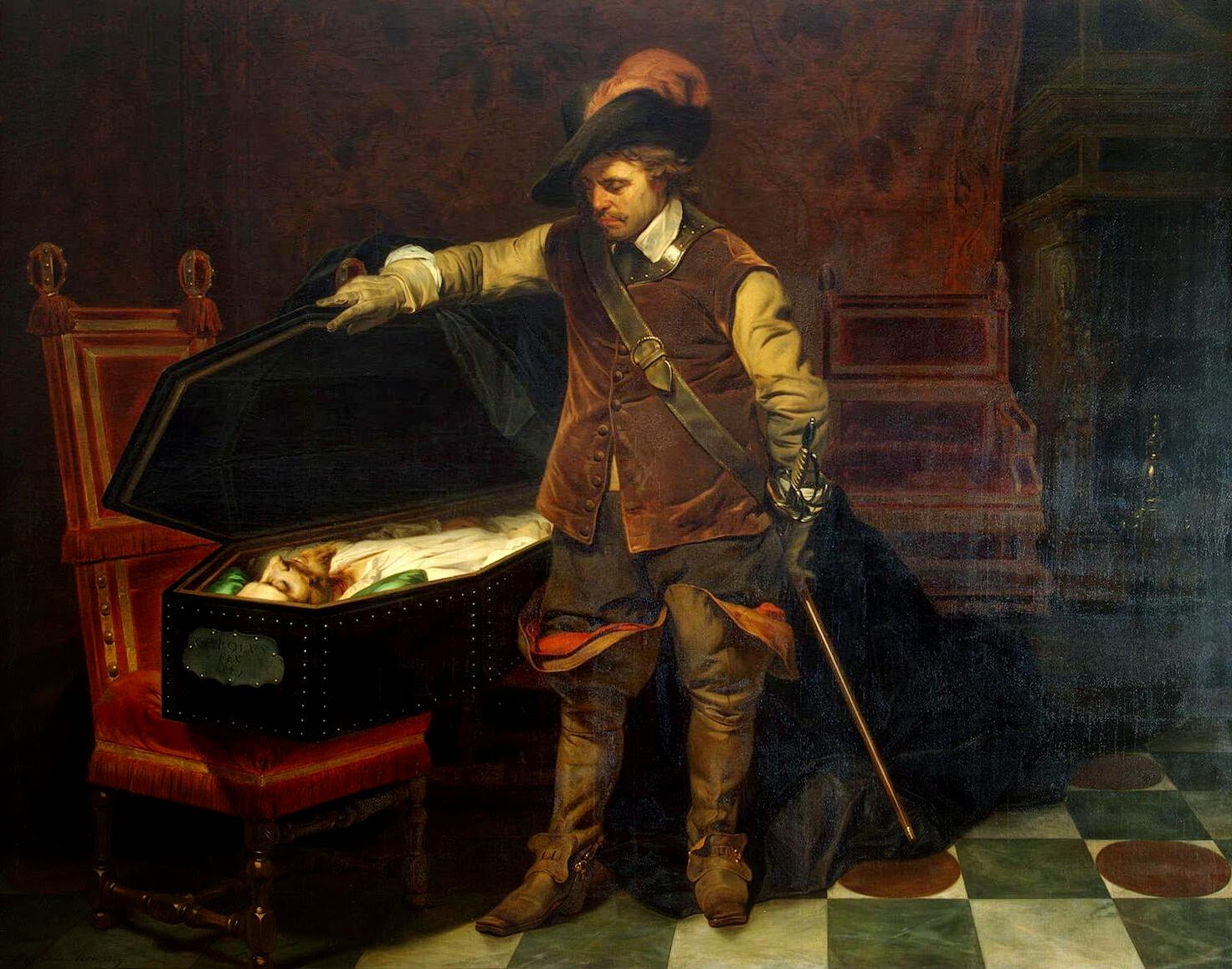
Cromwell et Charles Ier, Paul Delaroche, 1831.
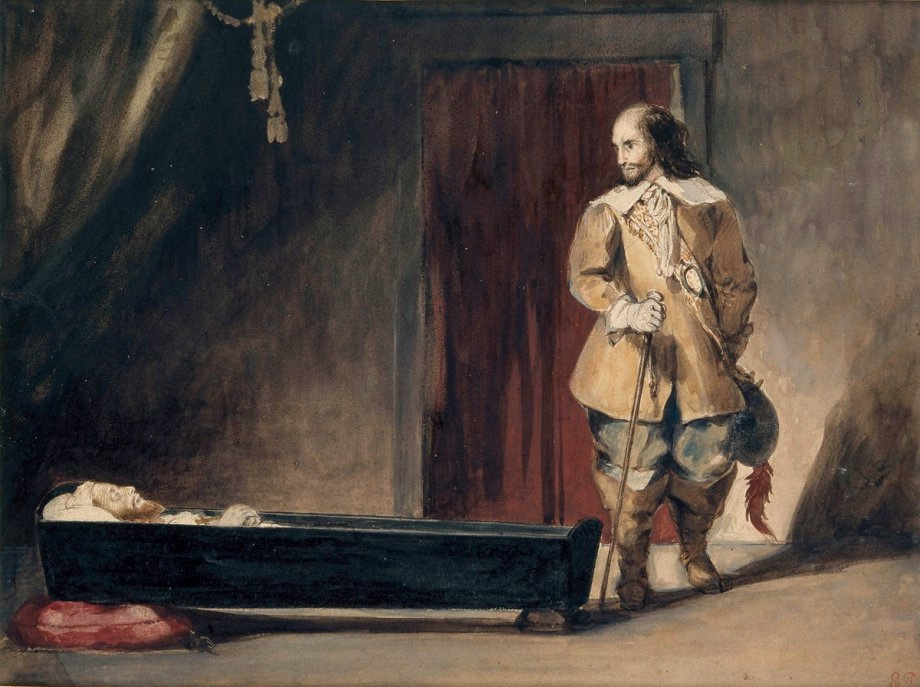
Cromwell devant le cercueil de Charles Ier, Eugène Delacroix, 1831.
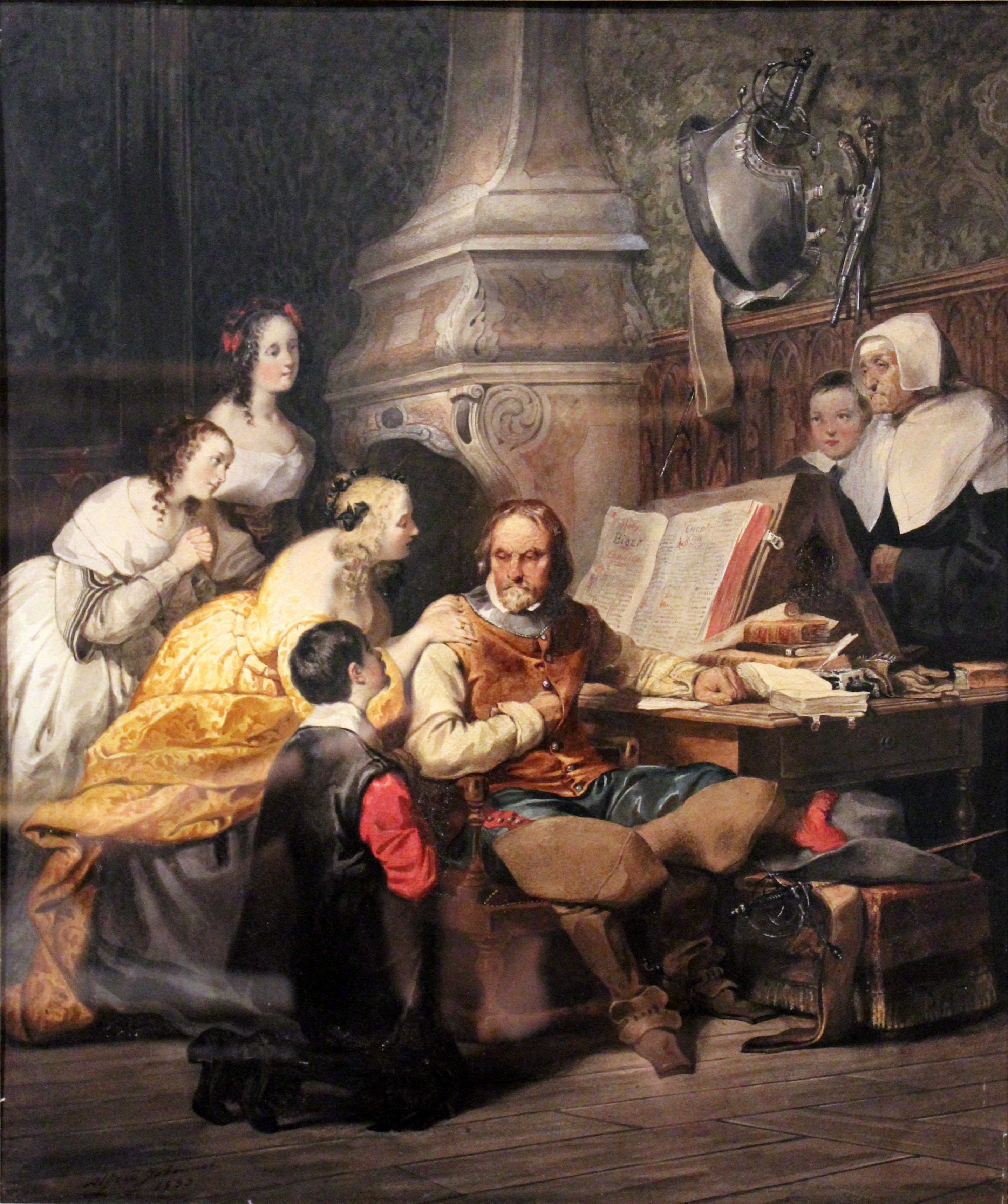
La Famille de Cromwell le suppliant de ne pas signer la condamnation de Charles Ier, Alfred Johannot, 1833.
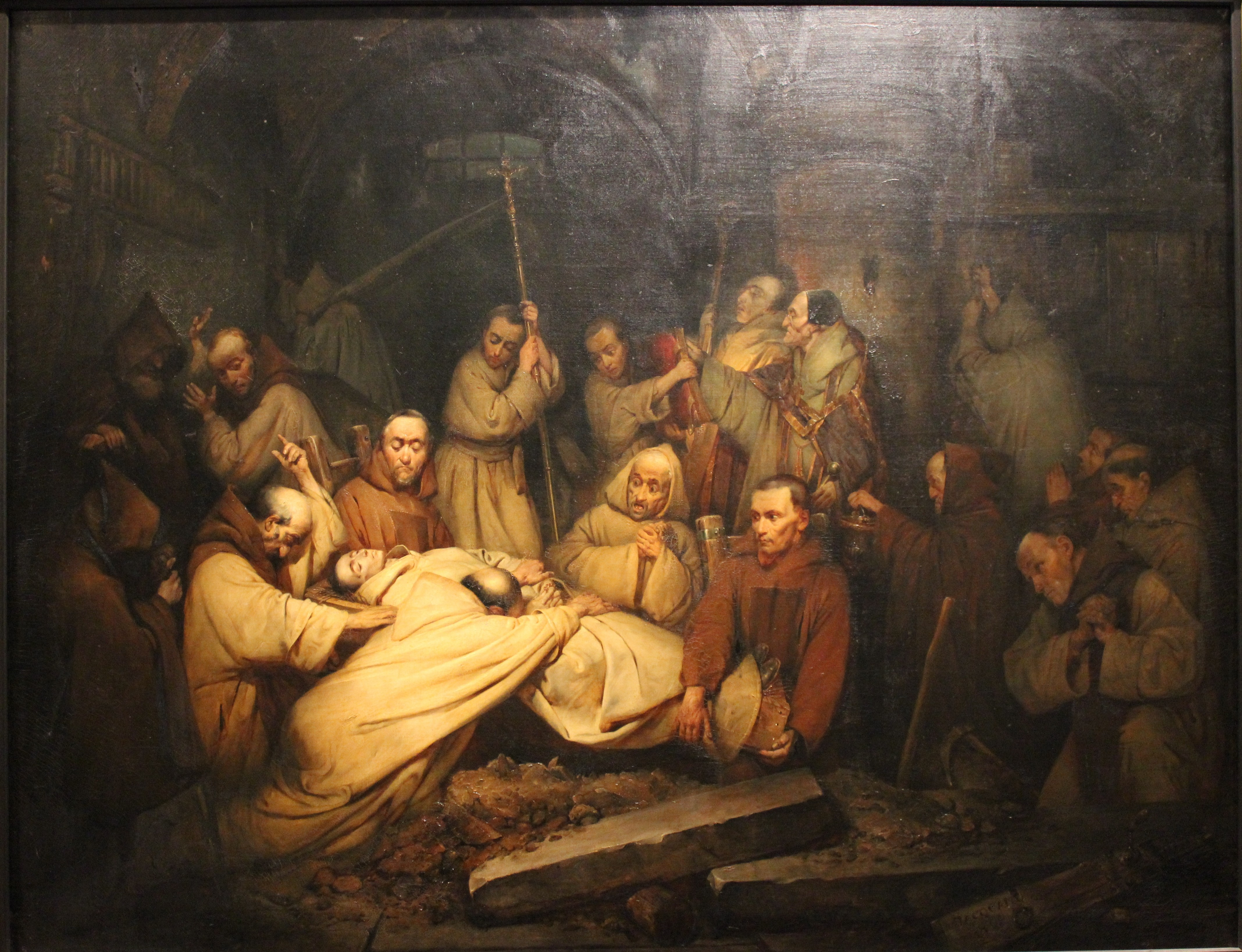
Comminge, Claudius Jacquand, 1836.
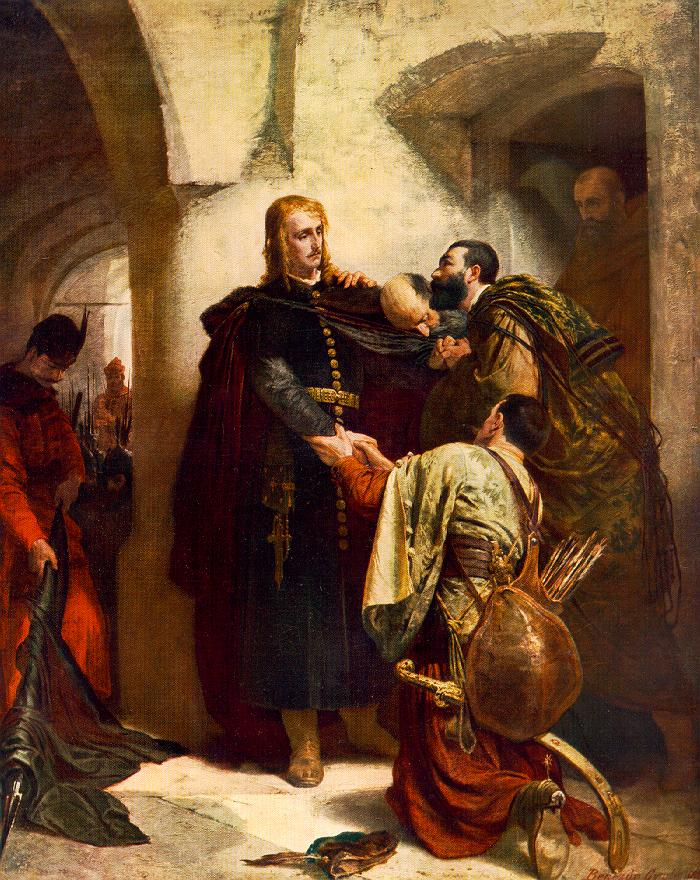
Les Adieux de László Hunyadi, Gyula Benczúr, 1866.
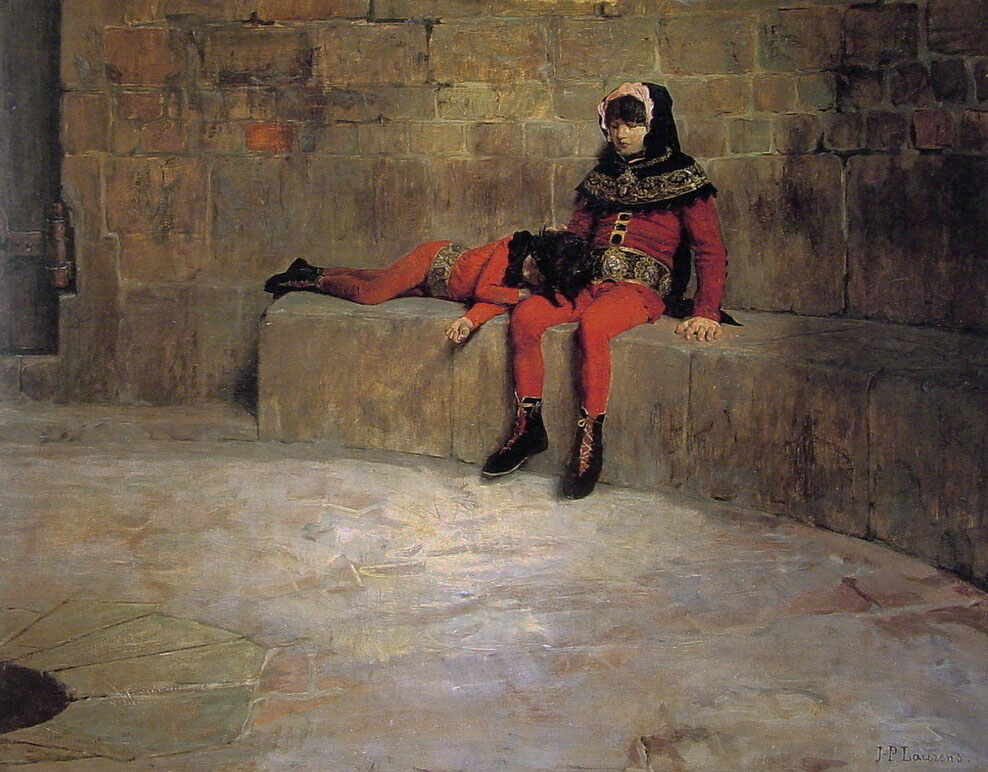
Les Otages, Jean-Paul Laurens, 1896.

## Ouverture européenne
Comme l'indique le titre, l'exposition ne s'en tient pas aux artistes français. Là est d'ailleurs sa nouveauté : montrer la diffusion européenne de la peinture de genre historique, au point qu'il est permis de parler de style international vers 1850. Une section est ainsi consacrée à la production de plusieurs pays européens inspirés par le modèle français (Allemagne, Belgique, Italie, Espagne, Angleterre et Écosse). D'où l'orientation nettement patriotique qui marque ce genre de peinture,. Cette exposition réhabilite ainsi ce genre pictural longtemps dévalorisé, en pointant l'importance qu'il a eu à l'époque pour la création des mythes nationaux de l'ensemble du continent européen,.

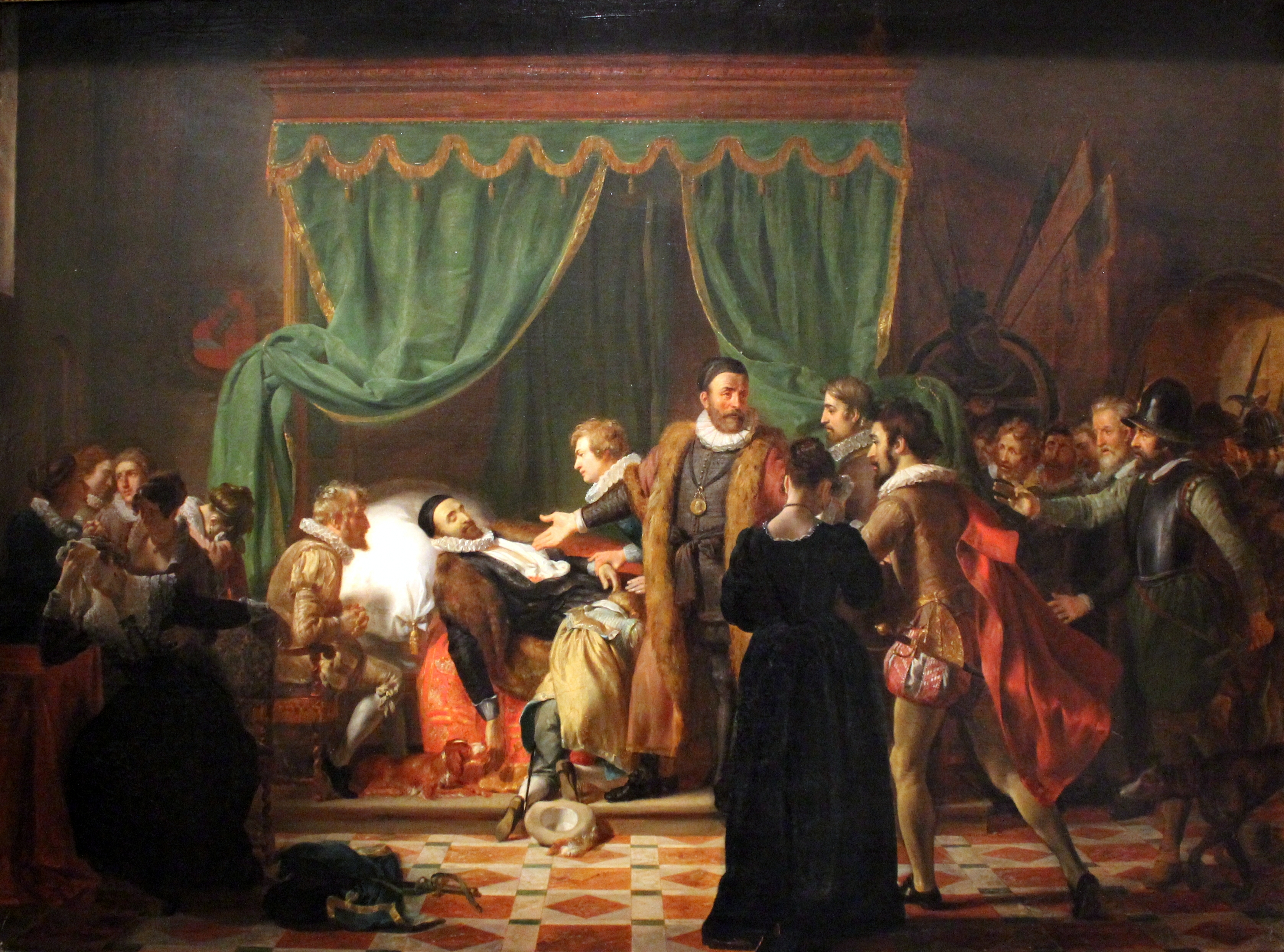
Guillaume 1er d'Orange sur son lit de mort, Woutherus Mol, 1818.
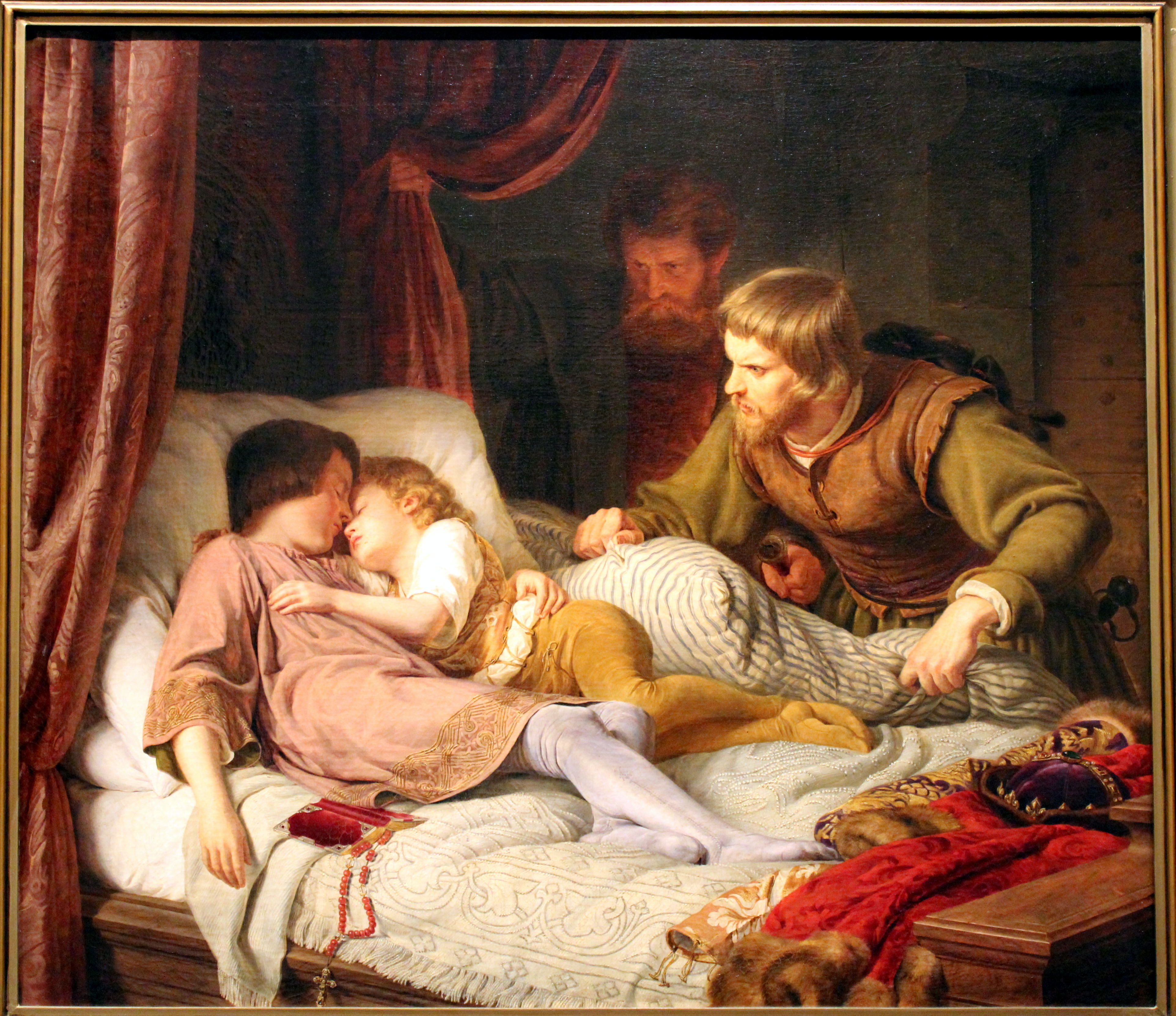
L'Assassinat des enfants d'Edouard, Theodor Hildebrandt, 1835.
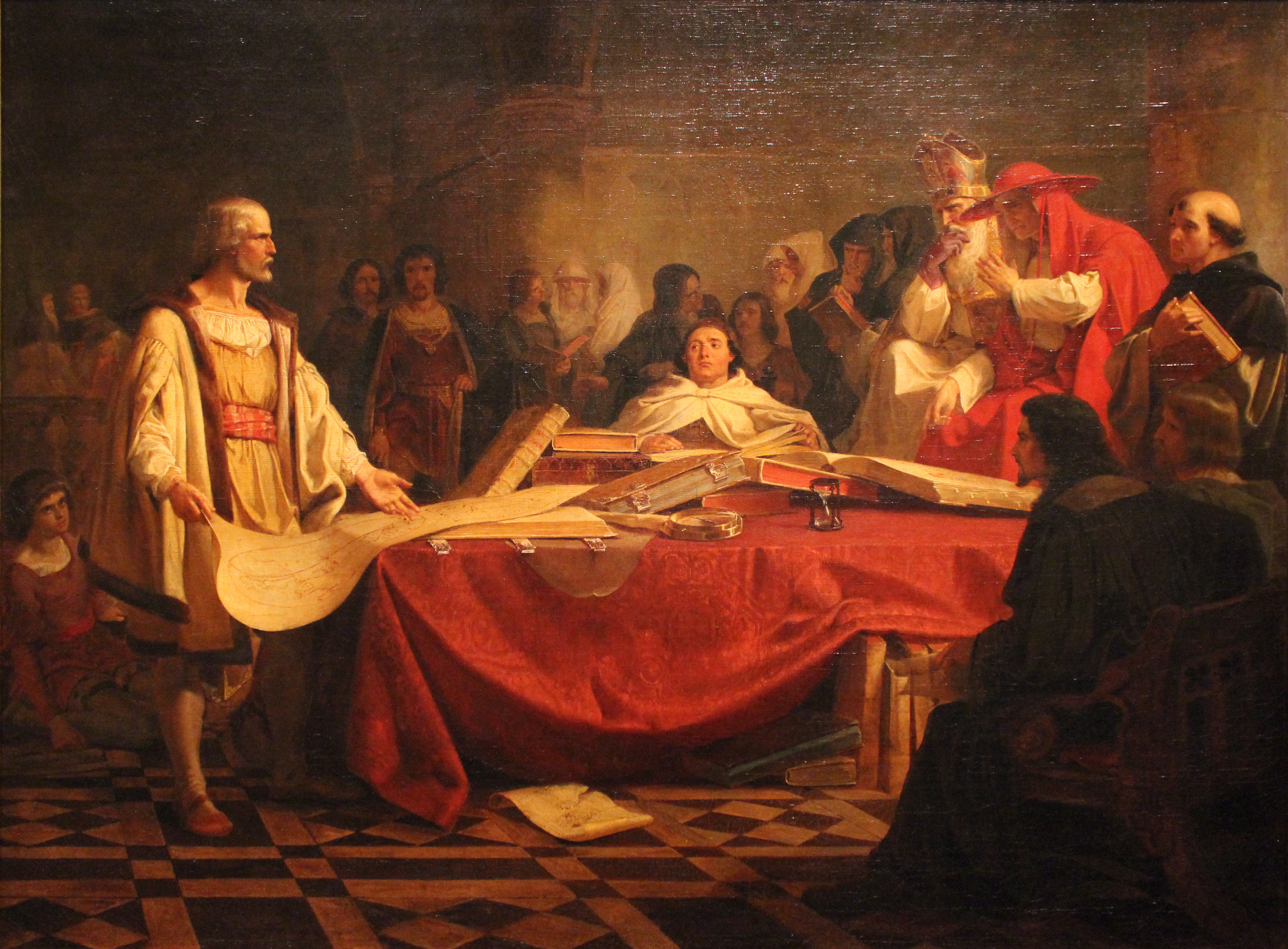
Christophe Colomb devant le conseil de Salamanque, Emanuel Leutze, 1841.
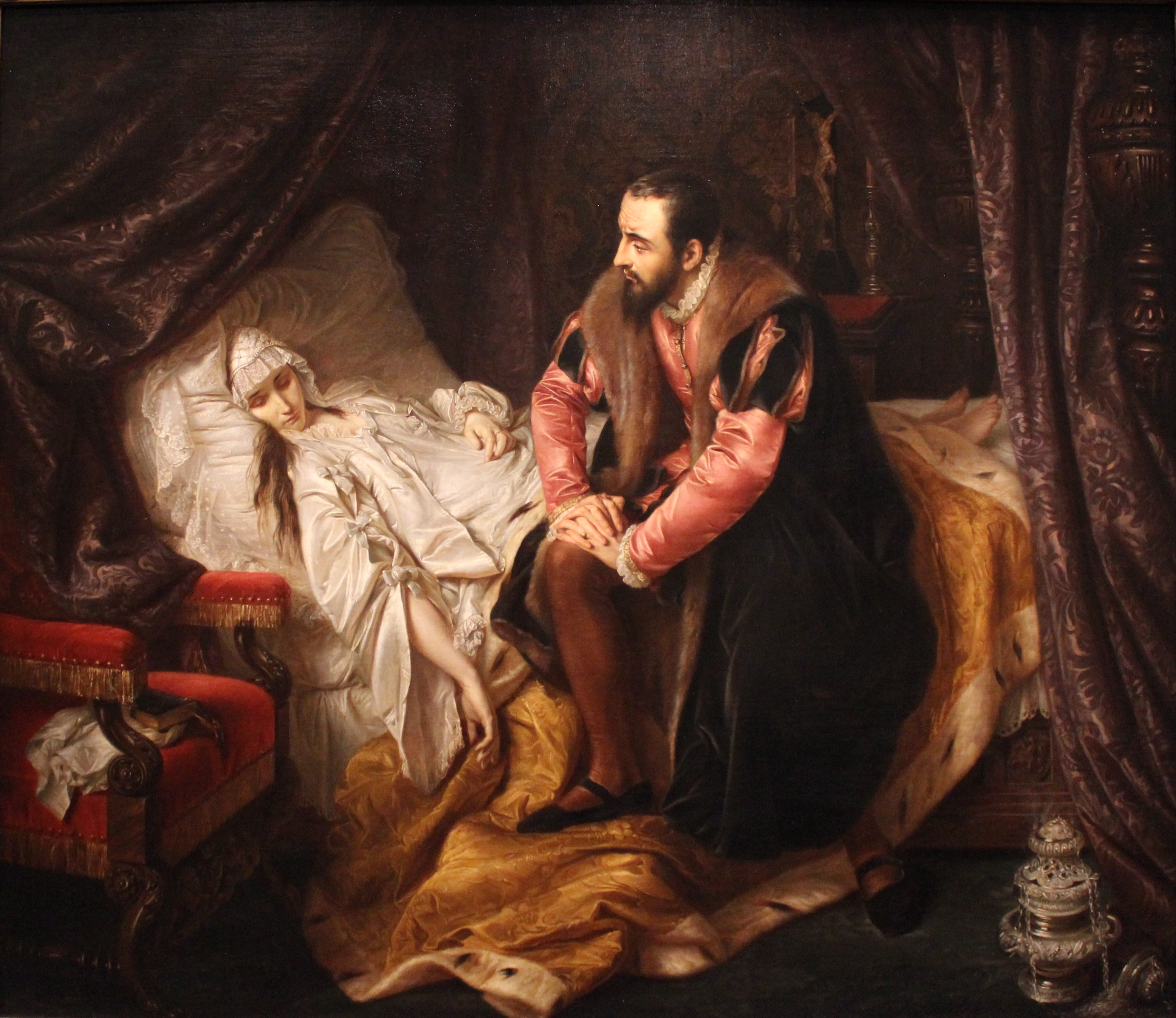
La Mort de Barbara Radziwiłł, Józef Simmler, 1860.
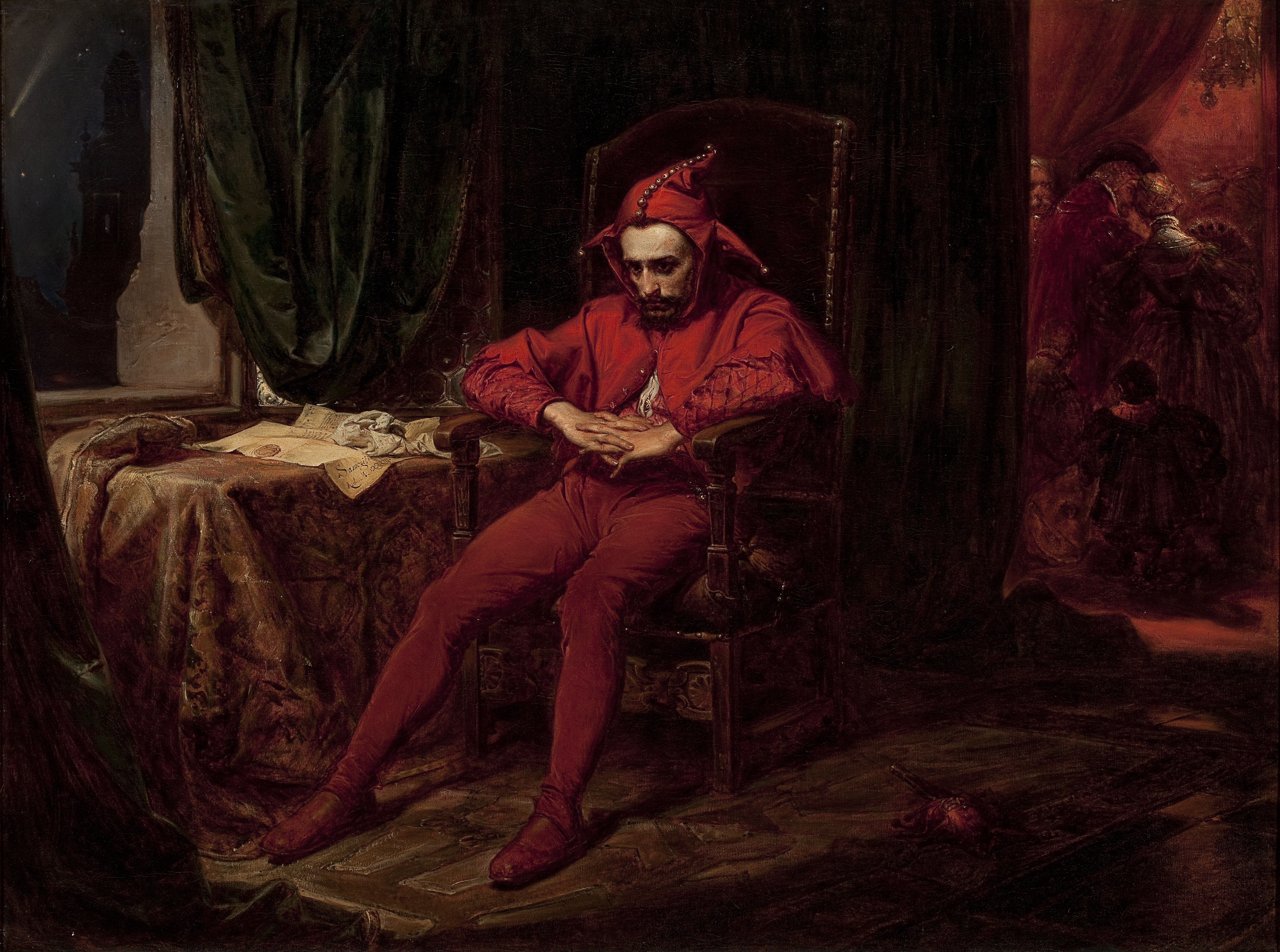
Stańczyk, Jan Matejko, 1862.

## Sculpture et arts décoratifs
L'exposition fait place particulière à la sculpture. Cet art n'a jamais fait l'objet d'un éclairage particulier dans les expositions sur ce style, telle celle de Brou à Bourg-en-Bresse[pas clair].
De plus, l'influence du genre troubadour ou historique sur la culture européenne au sens large est présentée avec des lithographies, des objets du quotidien (pendule, tasse) ornés des tableaux majeurs du style.

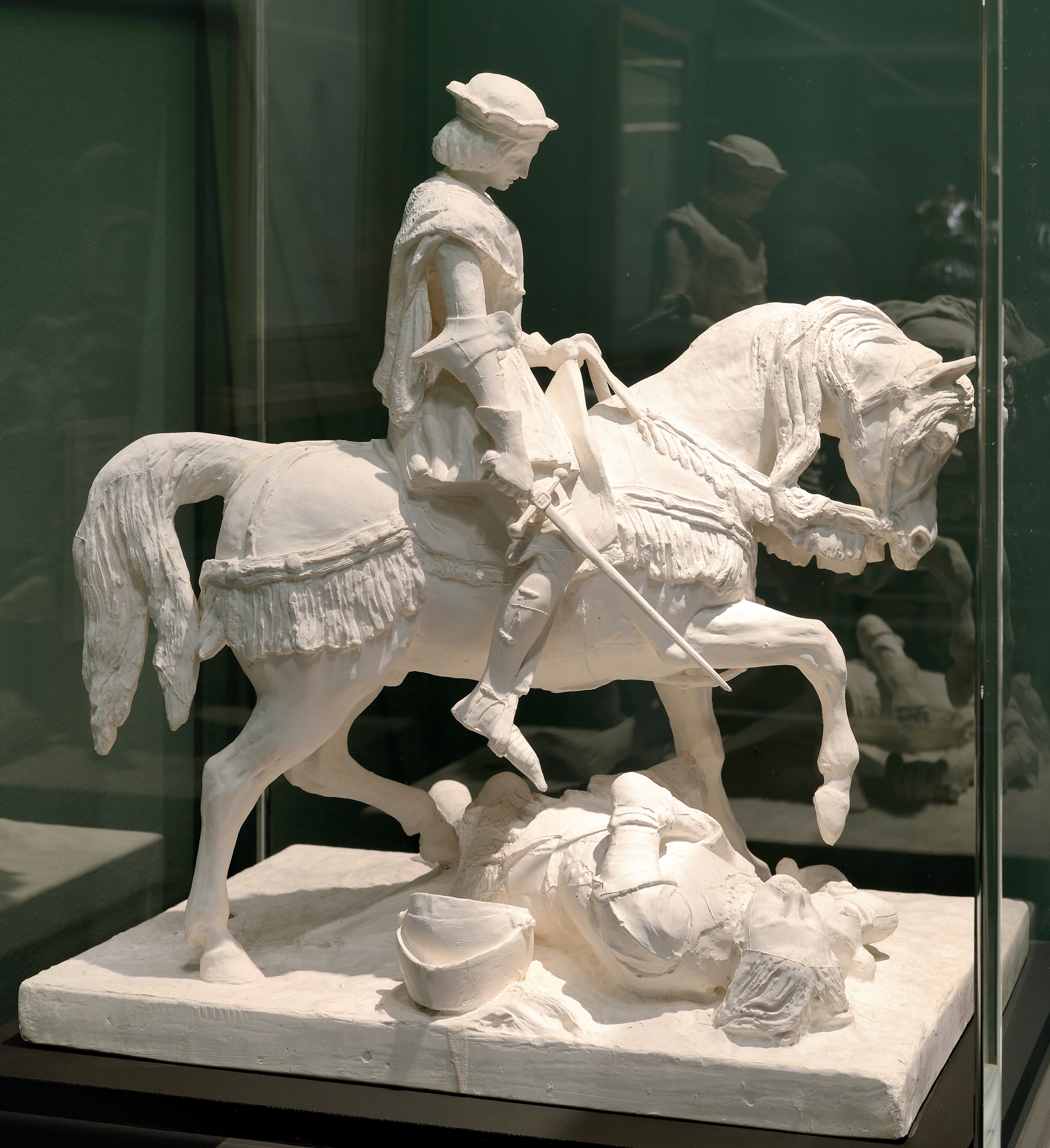
Jeanne d'Arc pleurant à la vue d'un Anglais blessé, Marie d'Orléans, 1834, plâtre.
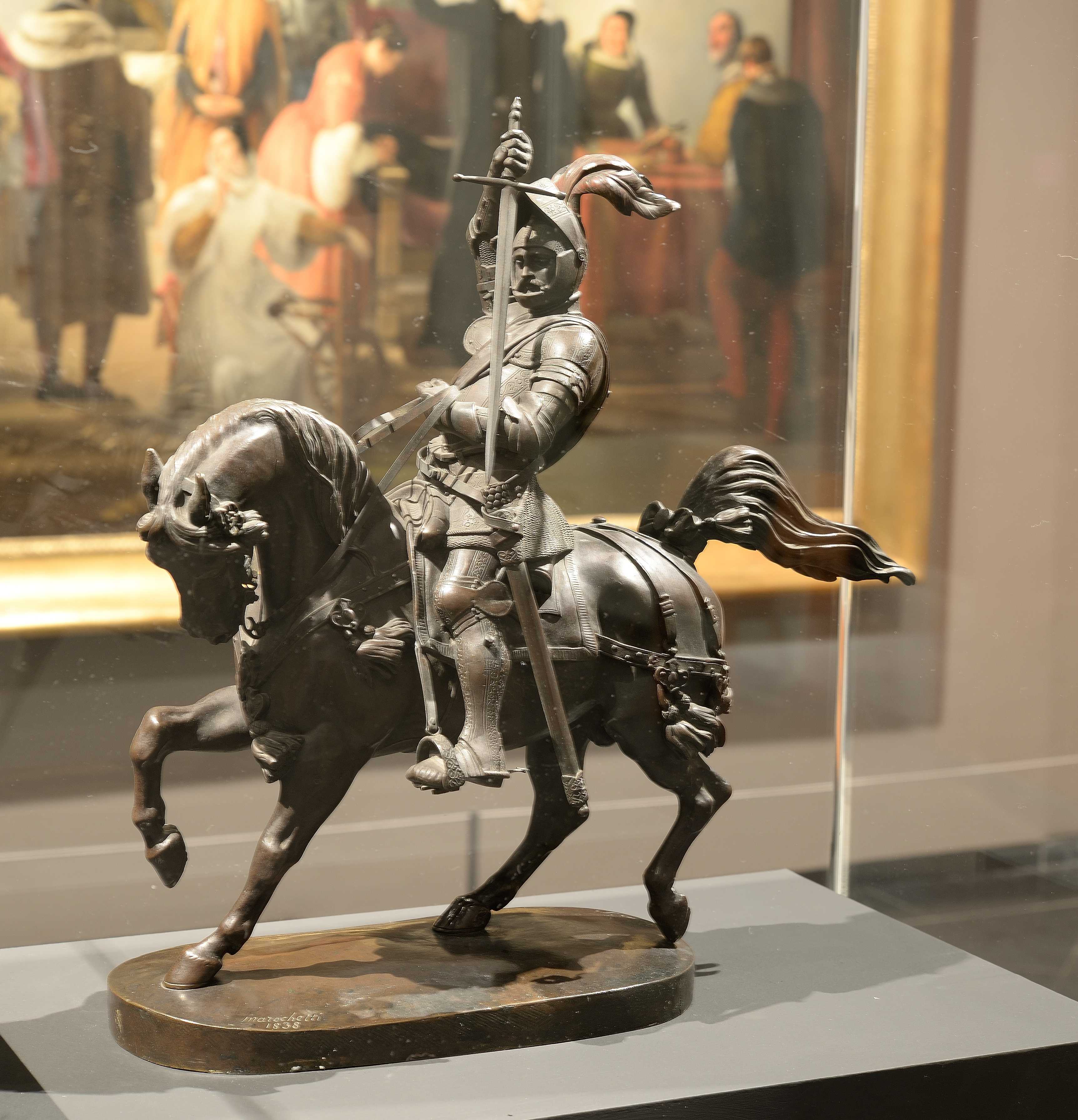
Emmanuel Philibert, duc de Savoie, Carlo Marochetti, 1838, bronze.
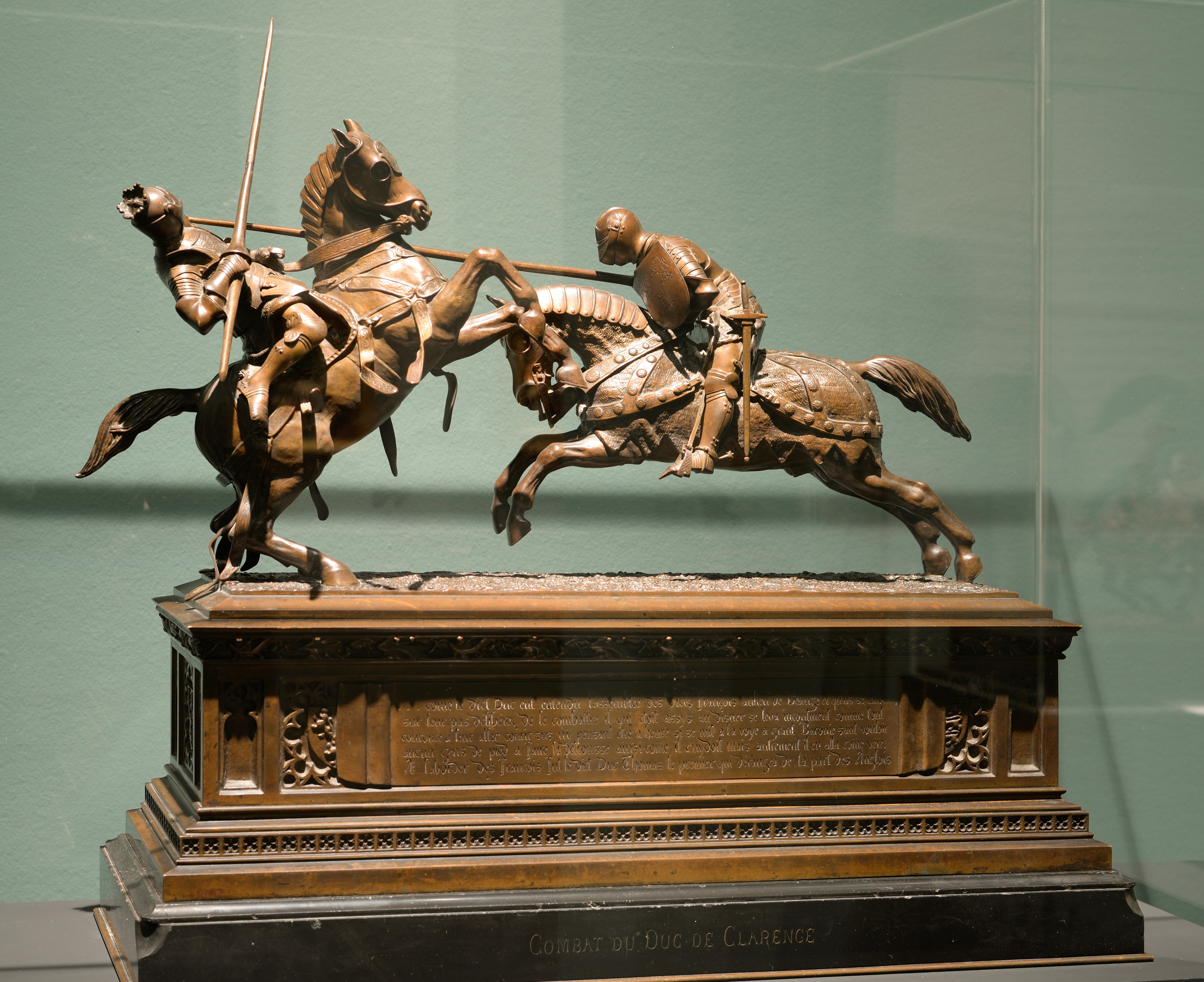
Le Combat du duc de Clarence, Émilien de Nieuwerkerke, 1839, bronze.
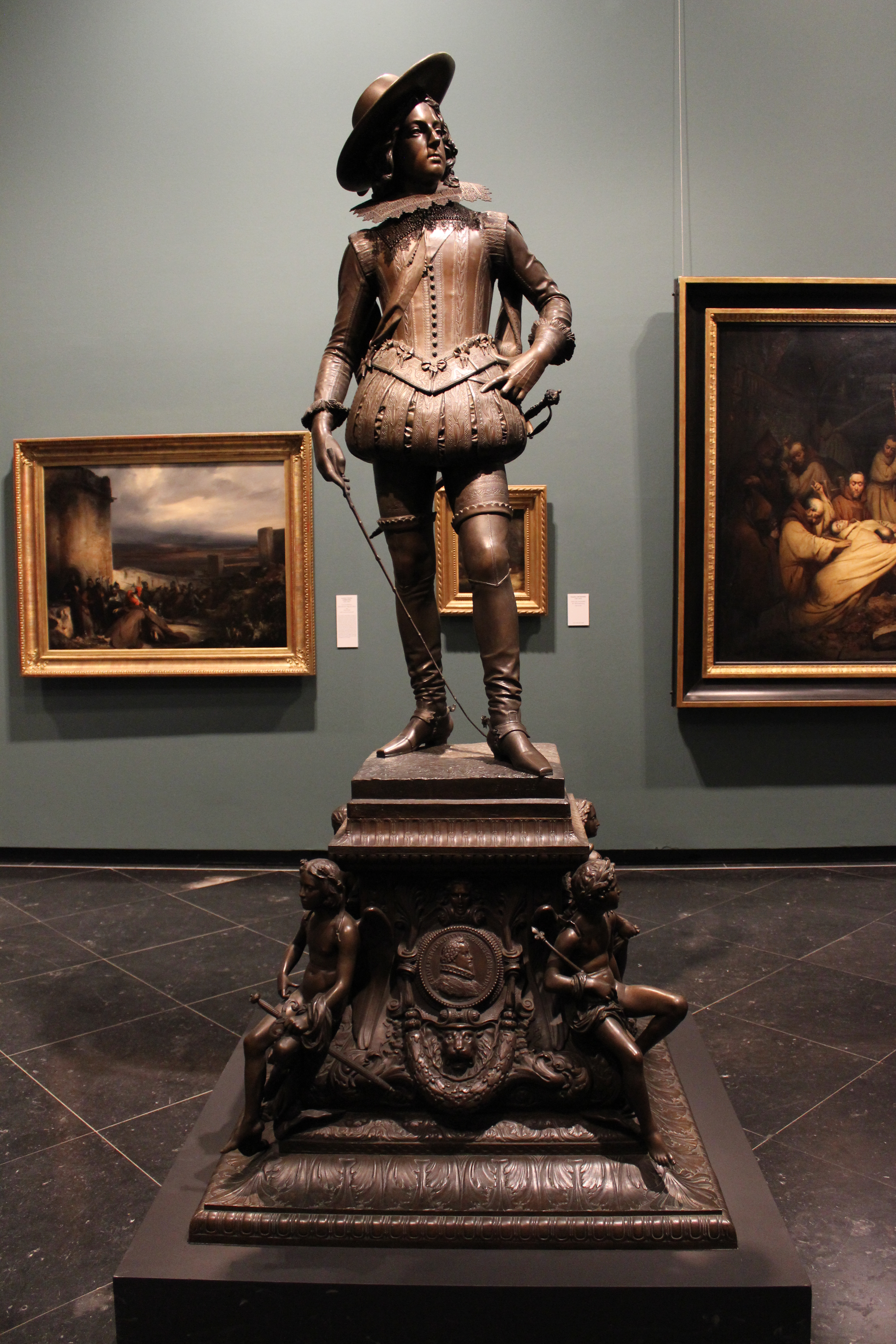
Louis XIII enfant, François Rude, 1878, bronze.
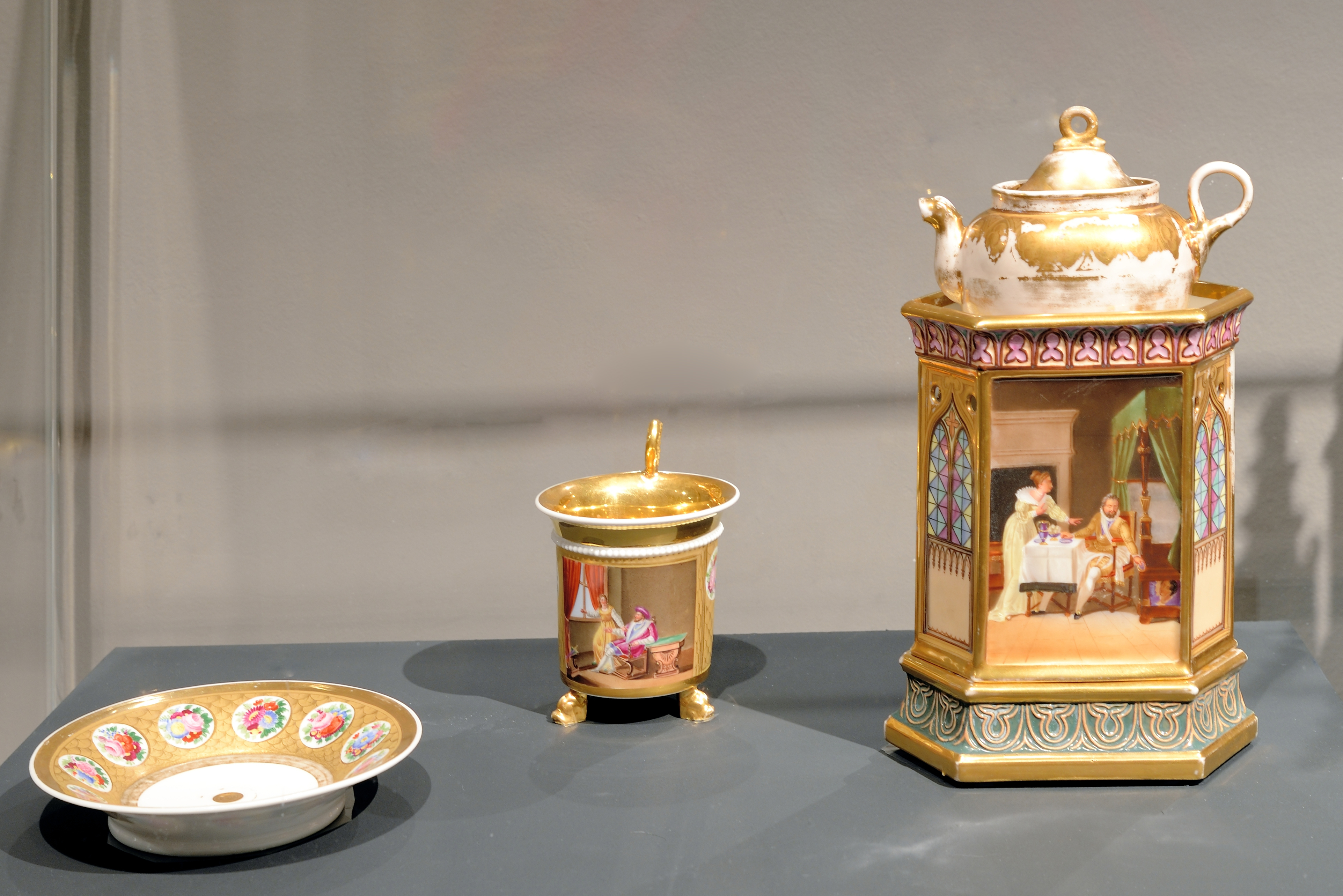
Service en porcelaine décoré d'après des tableaux de Fleury Richard, vers 1820-1830. Décor du réchaud-veilleuse : Henri IV et Gabrielle d'Estrées. Décors de la tasse et de la soucoupe : François Ier et Marguerite de Navarre.
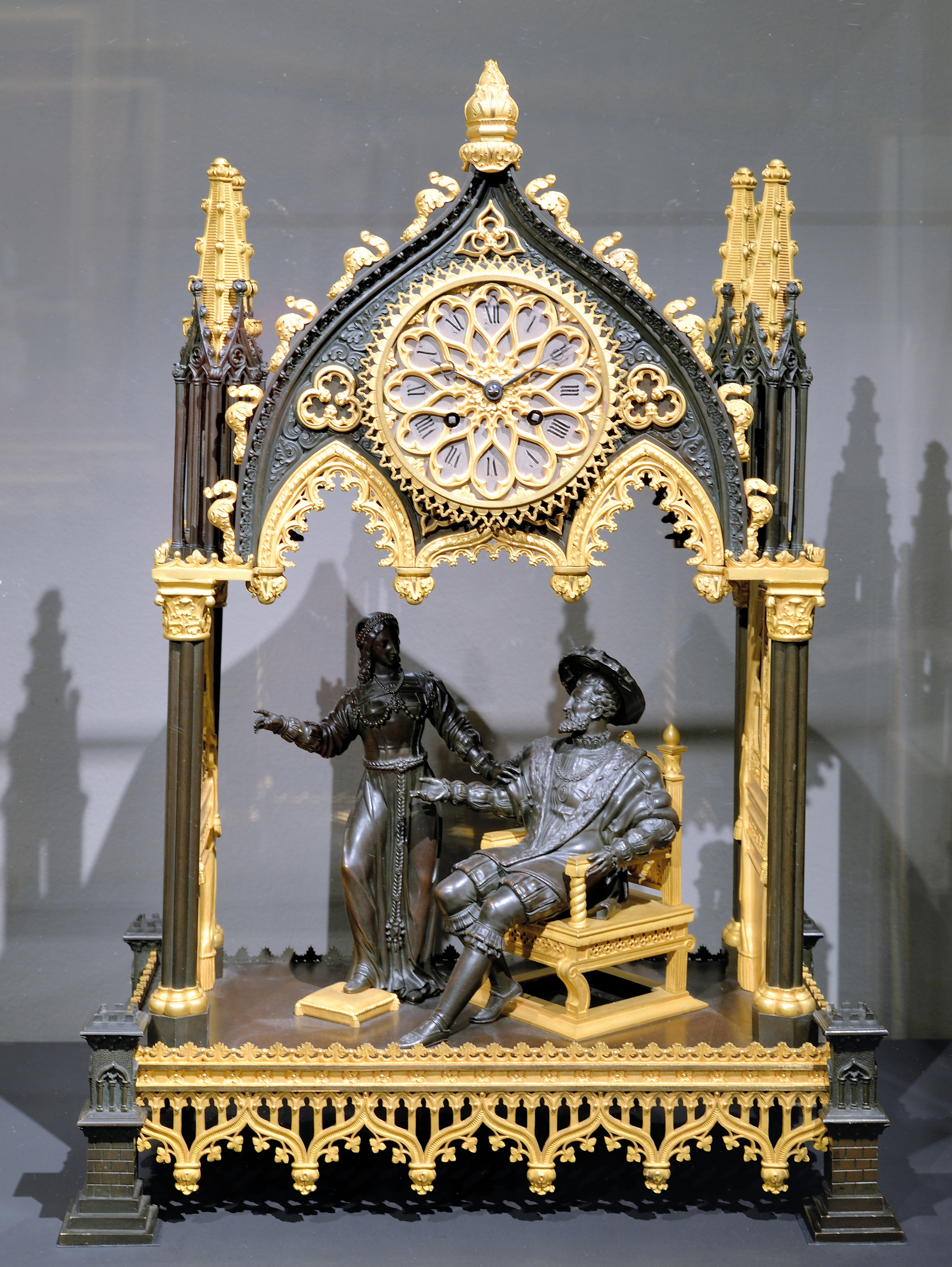
Pendule, comportant un groupe sculpté en bronze représentant François Ier et Marguerite de Navarre, d’après le tableau de Fleury Richard, vers 1830-1840.

## Réception et critiques
Les professionnels saluent largement l'initiative de l'exposition qui permet de redécouvrir un style pictural largement étudié par les universitaires mais délaissés par les musées. Ils insistent sur la qualité pédagogique et le travail scientifique.
Des commentateurs soulignent que la thématique de la construction des mythes nationaux a des résonances avec les problématiques de société en 2014. D'autres soulignent que l'apport des toiles majeures de ce style dans l'imaginaire collectif actuel est bien plus fort qu'on ne le pense.